# Archivo Central Evangélico de Berlín
El Archivo Central Evangélico de Berlín (en alemán Evangelische Zentralarchiv, EZA) es el archivo de la Iglesia Evangélica en Alemania (EKD) y lo mantienen conjuntamente la EKD y la EKU/UEK . Es el organismo encargado de almacenar y preservar los documentos de la Iglesia Evangélica en Alemania y de la Unión de Iglesias Evangélicas (UEK), así como de todos sus predecesores legales y funcionales. Fundado en 1979, desde el año 2000 la sede del archivo está ubicado en el Centro de Archivos Eclesiásticos de Berlín (KAB) en Berlín-Kreuzberg, en la calle St. Thomas-Campus .

## Atribuciones
A diferencia de los archivos eclesiásticos estatales, en la EZA se conservan los documentos de las instituciones y órganos administrativos centrales de la iglesia,  entre ellos las siguientes instituciones:
- La Conferencia de Eisenach
- La Asociación de la Iglesias Evangélicas Alemanas
- La Iglesia Evangélica en Alemania
- La Asociación de Iglesias Evangélicas de la RDA (histórico)

La EZA también es responsable de los archivos y registros eclesiásticos de las antiguas comunidades protestantes en las provincias eclesiásticas prusianas al este del Oder y Neisse, así como de las comunidades en el extranjero.
Además, la EZA también recopila y publica antecedentes de importantes personalidades protestantes de Alemania, así como material de archivo de instituciones y asociaciones suprarregionales, como por ejemplo:
- Congreso de la Iglesia Evangélica Alemana
- Congreso de la Iglesia Evangélica en la RDA
- La fundación Gustav-Adolf-Werk
- La Comunidad Estudiantil Evangélica
- Campaña de expiación y otros servicios de paz
- La lucha de la iglesia y las personalidades involucradas

## Uso

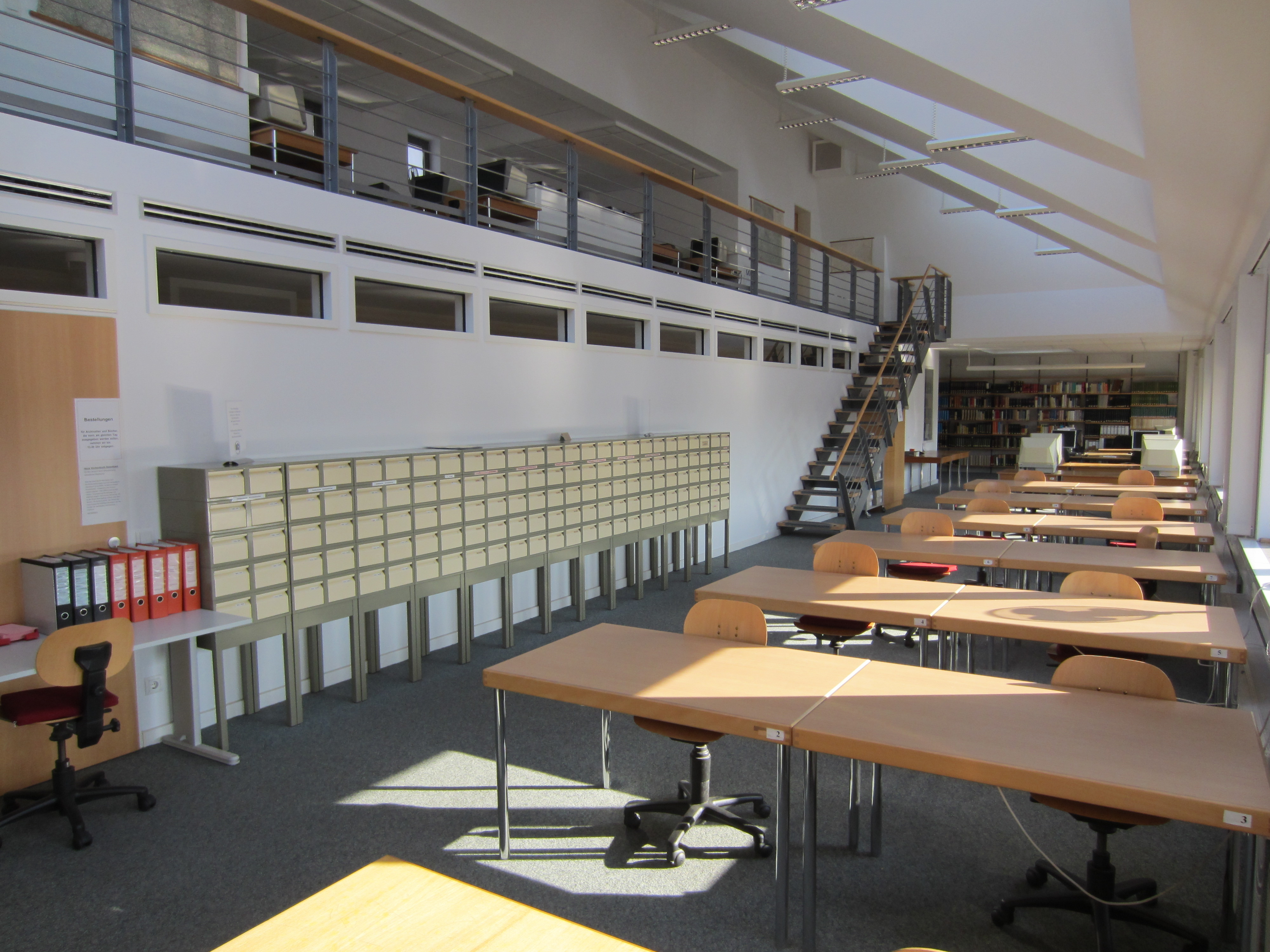
Sala de lectura para usuarios

El archivo es abierto al público, por lo que los interesados pueden consultar la documentación disponible en el EZA. El archivo se utiliza de acuerdo con las disposiciones de la “Ley Eclesiástica sobre la Protección y Uso del Material de Archivo de la Iglesia Evangélica en Alemania” (Ley de Archivos EKD)  y las normas para el uso del Centro de Archivos Eclesiásticos de Berlín ( Reglamento de Uso de Archivos).  Como se puede encontrar en la “Lista de tarifas para el uso del Centro de Archivos de la Iglesia de Berlín” (Tarifas de Archivo) , pueden aplicarse tarifas por su uso. El importe de las tasas se puede consultar en la tabla de tasas  en la página web de EZA.
Se puede acceder a los fondos mediante ayudas de búsqueda analógicas. También puede buscar en línea utilizando el portal de investigación Query, el cual ofrece un catálogo de acceso libre. Allí ya se han identificado y digitalizado un gran número de documentos.

## Áreas y departamentos de trabajo

### Divisiones
Los empleados se dividen en diferentes áreas de trabajo. Estas son las tres áreas principales de trabajo: archivo, biblioteca y registro eclesiástico, así como el servicio de revistas, servicios técnicos y supervisión de la sala de lectura.

### Archivo
Los archiveros son los responsables de hacerse cargo del material de archivo, indexarlo y ponerlo a disposición para su uso, asesorar a los organismos transferentes sobre la gestión de sus documentos, realizar formación y educación archivística y participar también en la evaluación del material de archivo. como hacer sus propias contribuciones a la investigación y comunicar la historia de la iglesia. Todas las tareas están estipuladas en la ley de archivos EKD  .

### Oficina del Registro Eclesiástico
La oficina de registro eclesiástico es responsable del almacenamiento y puesta a disposición de los registros eclesiásticos de las comunidades extranjeras y antiguas alemanas de la Iglesia Regional Prusiana. La oficina de registro eclesiástico expide documentos sustitutos a las personas que provienen de las antiguas provincias orientales, si se dispone de dichos registros. Estos sirven como prueba jurídicamente vinculante para la creación o restitución de libros de familia  (o libretas de matrimonio), así como para cuestiones legales, como pensiones y herencias, obtención de nacionalidad, etc. Las consultas de búsqueda genealógica pueden ser procesadas hasta cierto punto por el personal de la oficina, aunque también es posible que lo hagan los propios usuarios consultantes en la sala de usuario del archivo.
Los antiguos territorios orientales se dividen en 6 provincias eclesiásticas, cada una de las cuales tiene un secretario responsable. La provincia eclesiástica de Brandeburgo representa un caso especial: el archivo central sólo está en posesión de los registros eclesiásticos al este del Óder, los registros eclesiásticos de la zona del actual estado federado de Brandeburgo sólo se encuentran en el archivo eclesiástico estatal en Berlín/ELAB. Este también se encuentra en el centro de archivos de la iglesia en Kreuzberg. En general, la oficina de registro de la iglesia mantiene:
- Cerca de 6.000 registros eclesiásticos de parroquias protestantes que provienen de las antiguas provincias orientales de la Iglesia Evangélica de la Antigua Unión Prusiana . Estas zonas pertenecen desde 1945 a Polonia, Rusia y Lituania; ya no existen allí comunidades protestantes alemanas.
- Aproximadamente 750 registros eclesiásticos militares del antiguo ejército prusiano y de la Wehrmacht alemana.
- Un aproximado de 70 registros de iglesias extranjeras de comunidades protestantes de habla alemana en el extranjero.
- Documentos de estado civil de los campos de refugiados daneses.

Por motivos de conservación, el acceso sólo es posible en forma de microfichas . Los Archivos Centrales Evangélicos han comenzado a digitalizar los registros de la iglesia y a poner las copias digitales disponibles en línea en el portal de libros de la iglesia Archion . 

### Biblioteca
La Biblioteca del Archivo Central Evangélico es una biblioteca especializada centrada en la historia de la Iglesia protestante en Alemania desde el siglo XIX. Alberga alrededor de 80 000 volúmenes y cerca de 3000 títulos de revistas. Estos incluyen monografías con resultados de investigaciones actuales, así como publicaciones raras y no publicadas con fines comerciales de los siglos XIX y XX. (“literatura gris”) sobre los temas principales:
- La lucha de la iglesia (1933-1945),
- Historia de la Iglesia protestante en la RDA ,
- Historia del movimiento ecuménico.
- Las comunidades evangélicas alemanas en el extranjero ,
- El movimiento cristiano por la paz ,
- La Iglesia Evangélica en los antiguos Territorios Orientales de Alemania ,
- El movimiento de colonización ,
- Los cuáqueros .

Todas las publicaciones se pueden buscar en línea a través de un OPAC  . Las publicaciones individuales han sido digitalizadas y se puede acceder a ellas en la sala de lectura.

### Publicaciones
El Archivo Central Evangélico de Berlín ha publicado varias publicaciones, cuyos títulos figuran en la página principal del archivo.

## Historia
En 1939 se creó en la cancillería de la iglesia DEK en Berlín el “Archivo de la Iglesia Evangélica” como primer archivo para las instituciones conjuntas de las iglesias protestantes alemanas. El material de archivo almacenado sobrevivió ileso a la Segunda Guerra Mundial y fue trasladado a Hannover en 1960 y de allí a Soest en 1972. En 1974, el archivo regresó a Berlín en el edificio de la cancillería de la Iglesia Evangélica de la Unión. Inicialmente gestionado como una institución independiente, en 1979 se fusionó con el archivo EKU de la EZA.
Al mismo tiempo, el Archivo Ecuménico fue transferido a la EZA junto con el archivo EKD. Fundada en 1959 por Friedrich Siegmund-Schultze en Soest, en 1972 pasó a manos del EKD. El archivo fue además un centro de documentación e investigación sobre la historia del movimiento ecuménico y del movimiento cristiano por la paz desde sus inicios. Además, el archivo ecuménico incluye donaciones y material recopilado de otras figuras del ecumenismo y del movimiento cristiano por la paz, el cual Siegmund-Schultze fue recopilando a lo largo del tiempo. Muchas de las procedencias ya no pueden ser determinadas con exactitud. El archivo también contenía una extensa biblioteca.

### Los Archivos de la Iglesia Evangélica de la Unión (1945-1979)
Las primeras tareas archivísticas fueron realizadas por el consistorio de la Iglesia Evangélica de Berlín-Brandeburgo de 1945 a 1954 para la Iglesia Evangélica de la Unión, organización sucesora de la Iglesia de la Antigua Unión Prusiana. Diez años más tarde, en 1964, la EKU nombró a un archivero a tiempo completo y fundó su propio archivo.
En este archivo se encontraban el antiguo registro del Consejo de la Iglesia Evangélica y la cancillería de la iglesia del EKU como autoridad sucesora del EOK. El archivo también almacena los archivos de las antiguas provincias eclesiásticas orientales, así como los registros eclesiásticos de las mismas.
Finalmente, en 1976 el “Archivo para la historia de la lucha de la Iglesia”, compilado por Günther Harder, fue entregado al archivo EKU por la Universidad de la Iglesia de Berlín.

### Archivo conjunto de la Federación de Iglesias Evangélicas de la RDA - Iglesia Evangélica de la Unión - Iglesia Evangélica en Berlín-Brandemburgo

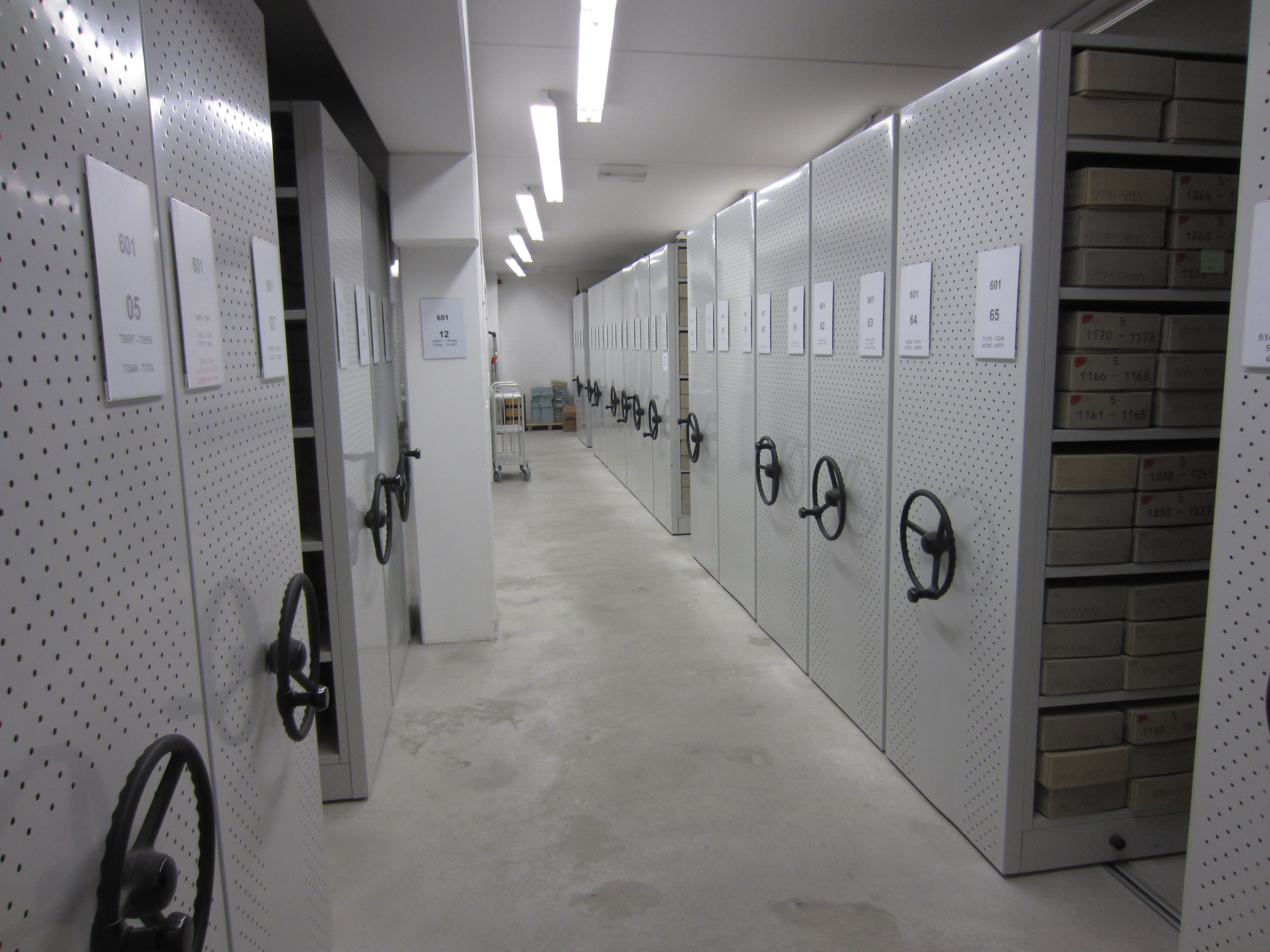
Área de revistas en el Archivo Central Evangélico

En 1987 se crearon la Asociación de Iglesias Evangélicas de la RDA (BEK), la Iglesia Evangélica de la Unión - Área de la RDA (EKU), la Iglesia Evangélica Luterana Unida de la RDA (VELK DDR) y la Iglesia Evangélica de Berlín-Brandemburgo, Este. La región concluida (EKiBB) firmó un contrato para la creación de un archivo conjunto, que se ubicará en la Casa Dietrich Bonhoeffer en Berlín-Mitte. Este archivo tenía la tarea de hacerse cargo de los documentos de las autoridades eclesiásticas centrales de la RDA, evaluarlos, indexarlos y hacerlos accesibles para la investigación. Ya en 1988 se disolvió el VELK en la zona de la RDA y sus intereses pasaron a manos del BEK. En junio de 1992 expiró el contrato de Archivos Comunes. Los fondos aportados por el BEK (excluyendo los fondos de la RDA VELK) y el EKU fueron transferidos al Archivo Central Evangélico de Berlín (EZA).
Los documentos VELK de la RDA fueron entregados al archivo responsable de la Iglesia Evangélica Luterana Unida en Alemania (VELKD).
Para la custodia de las participaciones en la EZA se celebró un contrato de depósito con la EKIBB. Esto terminó con la creación del Archivo Regional de la Iglesia Evangélica en Berlín en el año 2000.

### Fundación del Archivo Central Evangélico en Berlín
El Archivo Central Evangélico de Berlín se creó en 1979 y consta de los antiguos archivos de la EKD y la EKU. Cuando el 30 de junio de 1992 expiró el contrato para el archivo secreto entre el gobierno federal, EKU y EKIBB, los activos de BEK y EKU se fusionaron con los de EZA. Hasta el año 2000, la EZA estuvo ubicada en el edificio del Consejo de la Iglesia Evangélica en la calle Jebensstraße 3 en Berlín-Charlottenburg. Desde el año 2000, el archivo se encuentra en el Centro de Archivos de la Iglesia de Berlín, un edificio de archivos especialmente diseñado. El edificio también alberga el archivo de la iglesia regional protestante de Berlín-Brandeburgo-Alta Lusacia de Silesia, el archivo diocesano de Berlín y el archivo de la Misión de Berlín.